# Sylwia Gruchała

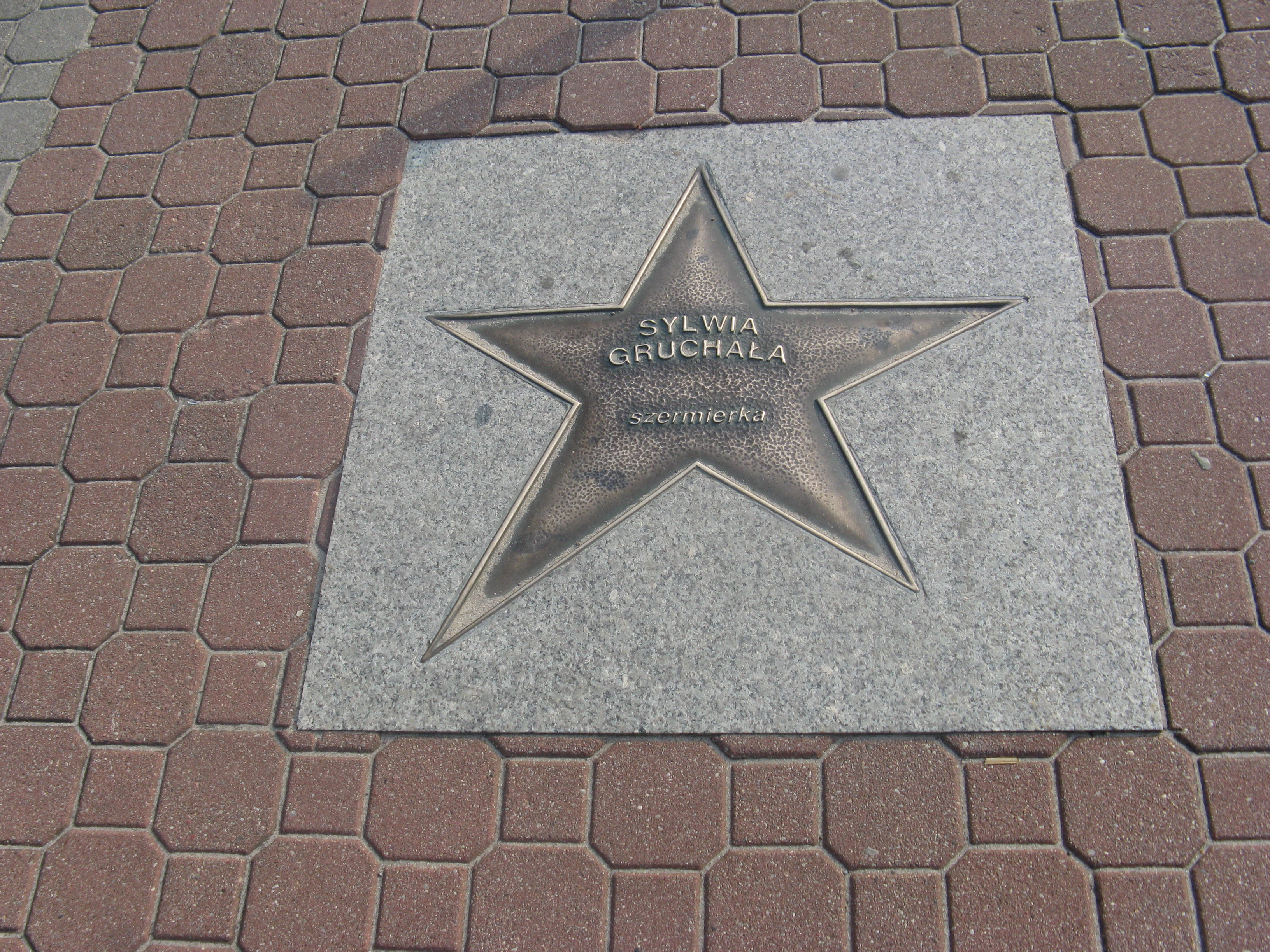
Gwiazda w Alei Gwiazd Sportu we Władysławowie

Sylwia Gruchała (ur. 6 listopada 1981 w Gdyni) – polska florecistka, dwukrotna medalistka olimpijska, wielokrotna medalistka mistrzostw świata i Europy.

## Życiorys
Urodziła się 6 listopada 1981 w Gdyni. Ma troje starszego rodzeństwa: starszą o dziewięć lat siostrę Martę, o osiem lat brata Marka i o cztery lata siostrę Aleksandrę. Kiedy miała pięć lub sześć lat, jej matka wyemigrowała do Stanów Zjednoczonych i zamieszkała w Chicago, skąd pozostawała w telefonicznym kontakcie z rodziną i przysyłała jej pieniądze. Gruchała pozostała pod opieką ojca, mechanika, który zmarł w 1997.
Szermierkę zaczęła trenować w Szkole Podstawowej nr 70 w Gdańsku, później została zawodniczką klubu Sietom AZS AWFiS Gdańsk. Jej trenerami byli: Anna Sobczak (w latach 1992–1993), Longin Szmit (2003–2001) i Tadeusz Pagiński (od 2001). Studiowała na Akademii Wychowania Fizycznego i Sportu im. Jędrzeja Śniadeckiego w Gdańsku. W 1999 i w latach 2002–2004 zdobyła złoty medal indywidualnie na mistrzostwach Polski.
Na Mistrzostwach Świata Juniorów w 1996 zdobyła brązowy medal indywidualnie. Na mistrzostwach świata w Chaux de Fonds w 1998 razem z Mroczkiewicz, Rybicką i Wolnicką wywalczyła brązowy medal w zawodach drużynowych. W tej samej konkurencji zdobywała następnie złote medale na MŚ w Hawanie (2003) i Petersburgu (2007), srebrne podczas MŚ w Seulu (1999), Lizbonie (2002) i Paryżu (2010) oraz brązowy na MŚ w Nowym Jorku (2004). Zdobyła także srebrny medal indywidualnie na MŚ w Hawanie (2003). Zdobyła Puchar Świata w zawodach indywidualnych w Moskwie (1999, 2000), Nowym Jorku (2003), Lipsku (2003), Salzburgu (2004) i Como (2004). 
Wielokrotnie zdobyła medale mistrzostw Europy, w tym złote: indywidualnie na ME w Funchal (2000), indywidualnie i drużynowo na ME w Moskwie (2002), drużynowo na ME w Bourges (2003) i indywidualnie podczas ME w Zalaegerszeg (2005).
Podczas igrzysk olimpijskich w Sydney w 2000 razem z Magdaleną Mroczkiewicz, Anną Rybicką i Barbarą Wolnicką wywalczyła srebrny medal w zawodach drużynowych, a także zajęła 13. miejsce w zawodach indywidualnych. Na rozgrywanych w 2004 igrzyskach olimpijskich w Atenach zdobyła brązowy medal w turnieju indywidualnym, plasując się za Włoszkami: Valentiną Vezzali i Giovanną Trillini; w walce o podium pokonała Węgierkę Aidę Mohamed 15:9. W 2008 zajęła siódme miejsce drużynowo i 20. indywidualnie na igrzyskach olimpijskich w Pekinie. W 2012 na igrzyskach olimpijskich w Londynie zajęła piąte miejsce w zawodach drużynowych i 17. w zmaganiach indywidualnych.
W 2000 zajęła dziewiąte miejsce w Plebiscycie „Przeglądu Sportowego” na najlepszego sportowca roku. W 2002 awansowała na szóste miejsce rankingu, a w 2003 – na piąte.
Wystąpiła jako gość w dwóch odcinkach programu Droga do gwiazd w TVN. W 2004 reklamowała bank PKO BP. W 2008 uczestniczyła w ósmej edycji programu rozrywkowego TVN Taniec z gwiazdami, wystąpiła gościnnie w teledysku do piosenki zespołu Feel „Jak anioła głos” i wzięła udział w rozbieranej sesji okładowej dla magazynu „CKM”. Zagrała epizodyczne role w serialach: Wszyscy kochają Romana (2011) i Rodzinka.pl (2013).
Była żołnierzem 3 Batalionu Zabezpieczenia Dowództwa Wojsk Lądowych w Warszawie.

## Życie prywatne
Była zaręczona z Mikołajem Cieślewiczem. 6 kwietnia 2013 wyszła za Marka Bączka, szpadzistę, z którym ma córkę Julię (ur. 19 sierpnia 2013) i rozwiodła się w 2015.

## Najważniejsze sukcesy
Igrzyska olimpijskie:
- brązowy medal - Ateny 2004
- srebrny medal drużynowo - Sydney 2000

Mistrzostwa świata:
- srebrny medal - 2003
- złoty medal drużynowo - 2003 i 2007
- srebrny medal drużynowo - 1999, 2002 i 2010
- brązowy medal drużynowo - 1998 i 2004

Mistrzostwa Europy:
- mistrzyni Europy seniorek 2000, 2002, 2005
- mistrzyni Europy seniorek drużynowo 2002, 2003
- brązowa medalistka mistrzostw Europy seniorek drużynowo 2000, 2006

Mistrzostwa świata juniorów:
- brązowa medalistka mistrzostw świata juniorek 1999, 2000 i 2001
- mistrzyni świata juniorek drużynowo 1998, 1999, 2000 i 2001

Mistrzostwa Europy juniorów:
- mistrzyni Europy juniorek 1999
- mistrzyni Europy juniorek drużynowo 1999
- brązowa medalistka mistrzostw Europy juniorek 1997

Mistrzostwa świata kadetów:
- wicemistrzyni świata kadetów 1997 i 1998
- brązowa medalistka Mistrzostw Świata Kadetów 1996

Mistrzostwa Polski:
- 7-krotna indywidualna mistrzyni Polski seniorek (1999, 2002, 2003, 2004, 2006, 2007, 2008)

## Wyróżnienia i odznaczenia
- Laureatka Plebiscytu Przeglądu Sportowego w 2000 (9.), 2002 (6.), 2003 (5.), 2004 (4.), 2007 (10.)
- Postanowieniem Prezydenta RP z dnia 10 listopada 2000 została odznaczona Złotym Krzyżem Zasługi[30]. 
Postanowieniem Prezydenta RP z dnia 7 października 2004 została odznaczona Krzyżem Kawalerskim Orderu Odrodzenia Polski[31].